# Xorides antennalis
Xorides antennalis är en stekelart som först beskrevs av Szepligeti 1914.  Xorides antennalis ingår i släktet Xorides och familjen brokparasitsteklar. Inga underarter finns listade i Catalogue of Life.